# Commonwealth
Comunidade das Nações (em inglês: Commonwealth of Nations, ou simplesmente the Commonwealth; "a Comunidade"), originalmente criada como Comunidade Britânica de Nações (em inglês: British Commonwealth of Nations), é uma organização intergovernamental composta por 56 países membros independentes. Todas as nações membros da organização, com exceção de Gabão (ex-colônia do Império Francês que, por um breve período de sua história, teve partes de seus territórios sob domínio dos Camarões Alemães, após a assinatura do Tratado De Fez), Moçambique (ex-colônia do Império Português), Ruanda (ex-colônia dos Impérios Alemão e Belga) e Togo (ex-colônia dos impérios francês e alemão), faziam parte do Império Britânico, do qual se separaram.
Os Estados-membros cooperam num quadro de valores e objetivos comuns, conforme descrito na Declaração de Singapura. Estes incluem a promoção da democracia, direitos humanos, boa governança, Estado de direito, liberdade individual, igualitarismo, livre-comércio, multilateralismo e a paz mundial. A Commonwealth não é uma união política, mas sim uma organização intergovernamental através da qual países com diversas origens sociais, políticas e econômicas são considerados como iguais em status.
As atividades da Commonwealth são realizadas através do permanente Secretariado da Commonwealth, chefiado pelo Secretário-Geral, e por reuniões bienais entre os Chefes de Governo da Commonwealth. O símbolo da sua associação livre é o chefe da Commonwealth, que é uma posição cerimonial atualmente ocupada pelo rei Carlos, que também é o monarca, separada e independentemente, de 15 membros da Commonwealth, que são conhecidos como os "reinos da Commonwealth".
A Commonwealth é um fórum para uma série de organizações não governamentais, conhecidas coletivamente como a "família da Commonwealth", promovidas através da intergovernamental Fundação Commonwealth. Os Jogos da Commonwealth, a atividade mais visível da organização, são um produto de uma dessas entidades. Estas organizações fortalecem a cultura compartilhada da Commonwealth, que se estende através do esporte comum, patrimônio literário e práticas políticas e jurídicas. Devido a isso, os países da Commonwealth não são considerados "estrangeiros" uns aos outros. Refletindo esta missão, missões diplomáticas entre os países da Commonwealth são designadas como Altas Comissões, em vez de embaixadas.

## História

### Origens

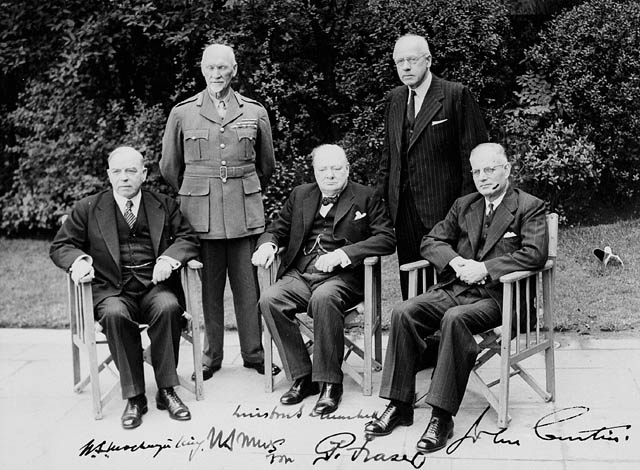
Os primeiros-ministros de cinco membros da Commonwealth de 1944 em uma Conferência da Commonwealth

Em 1884, ao visitar a Austrália, Lord Rosebery descreveu que o Império Britânico estava a mudar, após algumas de suas colónias tornarem-se mais independentes. As conferências dos britânicos e das suas colónias ocorriam periodicamente, desde a primeira em 1887, levando à criação das conferências imperiais em 1911. A proposta concreta foi apresentada por Jan Christian Smuts em 1917 quando ele cunhou o termo "Comunidade Britânica das Nações", e previu o "futuro das relações constitucionais e reajustes no Império Britânico". Smuts argumentou com sucesso que o império deve ser representado na Conferência de Versalhes por delegados das colónias, assim como o Reino Unido. Na Declaração de Balfour, assinado durante a Conferência Imperial de 1926, o Reino Unido e os seus domínios concordaram que eram "iguais em status e que ninguém os subordinava em qualquer aspecto acerca de seus assuntos internos ou externos, embora unidos pela fidelidade comum à Coroa, e livremente associados como membros da Comunidade Britânica de Nações". Estes aspectos da relação foram finalmente formalizado pelo Estatuto de Westminster em 1931. O estatuto foi aplicado ao Canadá sem a necessidade de ratificação, entretanto, a Austrália, Nova Zelândia, e Terra Nova tinham que ratificar o estatuto para que o mesmo tivesse efeito. A Terra Nova (Newfoundland) nunca retificou o estatuto e, em 16 de fevereiro de 1934, com o consentimento do seu parlamento, o governo local voluntariamente deixou a organização. A ilha, no entanto, tornou-se a décima província do Canadá junto com a região do Labrador em 1949. A Austrália ratificou o Estatuto em 1942, e a Nova Zelândia, em 1947.
O nome original era "Comunidade Britânica" (do inglês: British Commonwealth) até 1946. Esta fórmula foi inventada em 1950, quando a Índia tornou-se uma república, e, embora não reconhecendo Jorge VI como chefe de estado, a Índia reconhecia-o como o símbolo da associação livre de nações.[carece de fontes?] A organização supranacional tem historicamente por objetivo promover a integração entre as ex-colónias do Reino Unido, concedendo-lhes benefícios e facilidades comerciais, mas atualmente os seus objetivos incluem a assistência educacional aos países-membros e a harmonização das suas políticas. Os países da Comunidade respondem por cerca de 30% do comércio mundial.[carece de fontes?]

### Independência dos demais membros
Logo após a Segunda Guerra Mundial, o Império Britânico foi reduzido a 14 territórios. Em abril de 1949, após a Declaração de Londres, a palavra "britânico" foi retirado do título da Commonwealth. A Birmânia (também conhecida como Mianmar, 1948), e Áden (1967) foram as únicas divisões parte de colônias britânicas à época da guerra que não aderiram à Commonwealth posteriormente. Quanto aos protetorados britânicos, o Egito tornou-se independente em 1922, o Iraque em 1932, a Transjordânia em 1946, o Mandato Britânico da Palestina em 1948, dando origem aos atuais Israel e Palestina, o Sudão em 1956, a Somalilândia Britânica em 1960, tornando-se oficialmente parte da Somália (apesar de sua declaração como país independente), Kuwait em 1961 e Bahrein, Emirados Árabes, Omã e Catar em 1971. Todos os citados nunca fizeram parte da Comunidade das Nações.

### Chefe daCommonwealth
Seguindo a forma da Declaração de Londres, o rei Carlos III é o chefe da Commonwealth, um título que é atualmente compartilhado com os reinos da Commonwealth. No entanto, quando o monarca morrer, o sucessor à coroa não se torna automaticamente Chefe da Commonwealth. A posição é simbólica: representando a livre associação de membros independentes Quinze membros da Commonwealth, conhecidos como Reinos da Comunidade de Nações, reconhecem o rei como chefe de Estado. A maioria dos membros, 33, são repúblicas, e outros cinco têm monarcas de diferentes casas reais.

## Membros

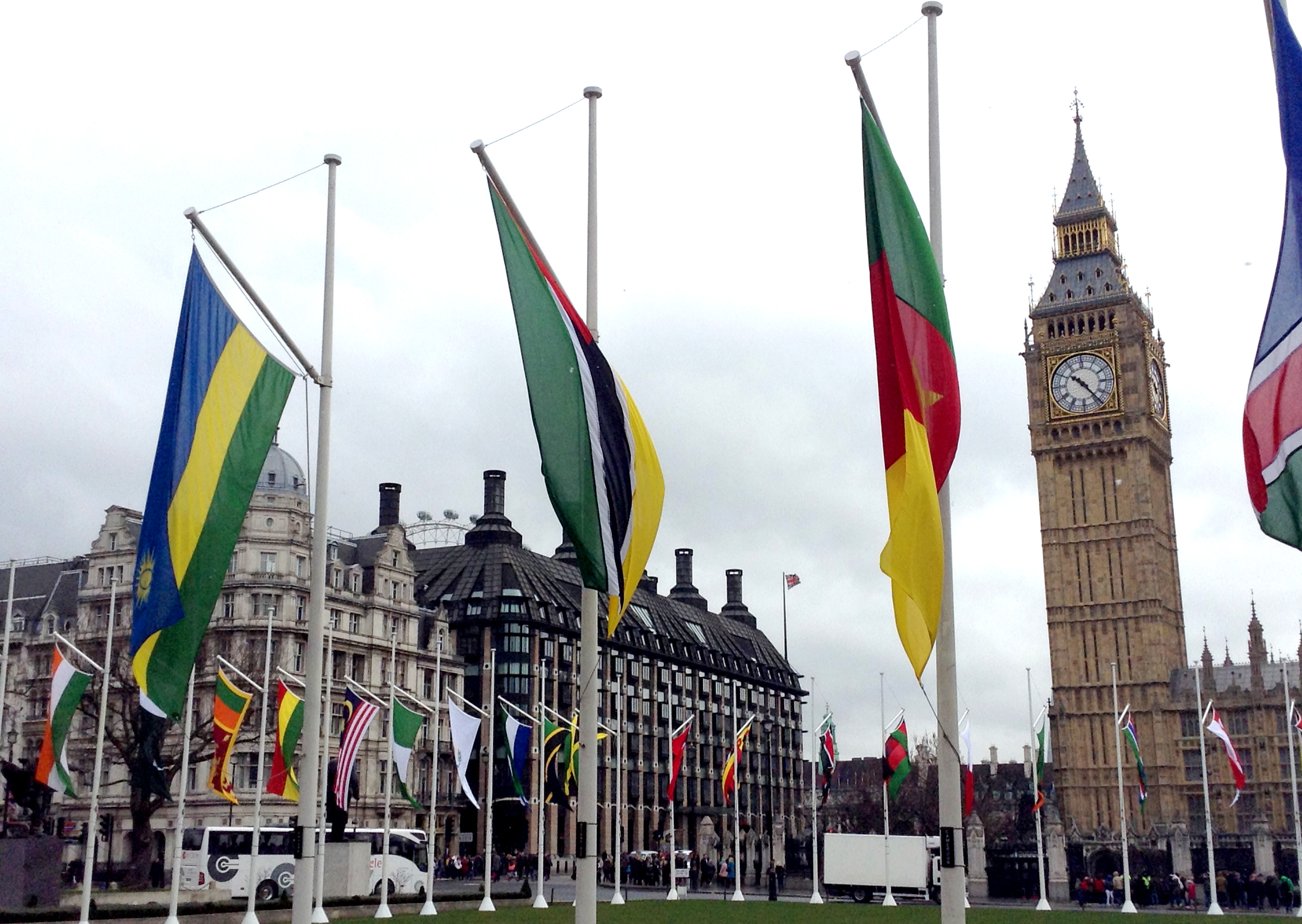
Bandeiras dos países-membros em Londres

A maioria dos membros da Commonwealth são antigas colônias do Império Britânico, com apenas duas exceções, Moçambique e Ruanda. Moçambique foi colónia do Império Português e tornou-se membro em 1995, graças ao apoio dos seus vizinhos, que foram colônias britânicas. Em 2009 foi a vez de Ruanda, antiga colónia belga, a tornar-se membro. Nem todas as ex-colônias do Reino Unido fazem parte da comunidade. A Birmânia (atual Mianmar) saiu da Commonwealth em 1948; o Zimbábue, em 2003 e a Gâmbia saiu completamente em 2013.
Outros países, como a Austrália e o Canadá, continuam reconhecendo o monarca britânico como chefe de Estado, representado por um governador-geral e usam a palavra Commonwealth como título do seu estado. Tais países, os reinos da Comunidade de Nações, são 15, como segue: Antígua e Barbuda, Austrália, Bahamas, Belize, Canadá, Granada, Jamaica, Nova Zelândia, Papua-Nova Guiné, Reino Unido, São Cristóvão e Névis, Santa Lúcia, São Vicente e Granadinas, Ilhas Salomão e Tuvalu.